# Telemarkkanal

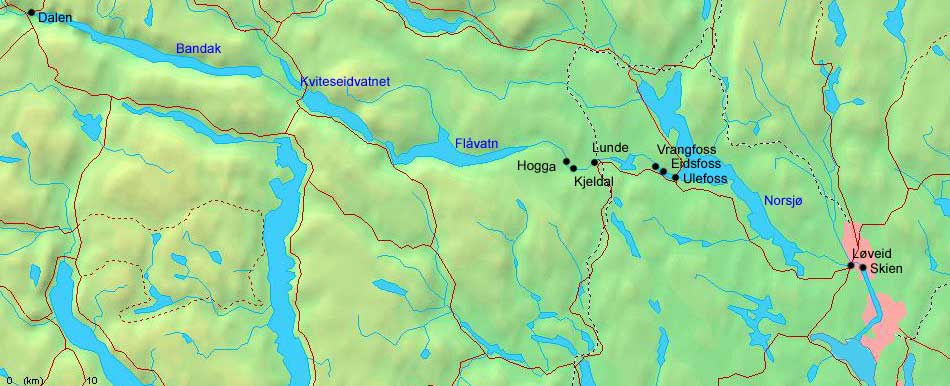
Der Telemarkkanal mit den Schleusen und Seen

Der Telemarkkanal (norwegisch: Telemarkskanal) ist ein Kanal in der norwegischen Region Telemark zwischen der Schärenküste am Skagerrak und der Hardangervidda. Er verbindet die Orte Skien und Dalen. Der Name ist im Zusammenhang mit dem Tourismus seit den 1990er Jahren für die beiden Kanäle Skien-Norsjø-Kanal und Norsjø-Bandak-Kanal gebräuchlich. Der Telemarkkanal ist neben dem Haldenkanal das einzige Kanalsystem in Norwegen. Er ist 105 Kilometer lang und führt vom Meer (der Nordsee) bis in die norwegische Region Telemark. Ein System von 18 Schleusenstufen bewältigt auf der Strecke einen Höhenunterschied von 72 Metern. Über weite Strecken führt er durch bereits vorhandene Seen und verbindet sie miteinander.

## Abschnitt Skien – Norsjø (1854–1861)
Dieser Teil des Kanals ist der älteste. Er wurde von 1854 bis 1861 gebaut. Er verbindet den Frierfjord über das Hafenbecken Bryggevannet in Skien mit dem Norsjø. Bereits 1805 erklärte der Nationalökonom Christian Pram, dass es bequem wäre, die Wasserfälle Klosterfossen und Skotfossen überwinden zu können – damit war die Grundidee für einen Kanal geboren. 1831 unterstreicht der Amtmann F. Wedel Jarlsberg diesen Wunsch und 1844 empfahl eine Kommission den Bau eines Kanals durch Løveid. Die Pläne für den Bau wurden vom Kanaldirektor Engebret Soot und seinem Assistenten Walingorski und den Kanaldirektoren Røiem und Johan Tullin Thams ausgearbeitet.

## Abschnitt Norsjø – Bandak (1887–1892)

Eröffnung des Telemarkkanals 1892

Dieser Teil des Kanals wurde am 20. Juni 1892 fertiggestellt, nachdem ihn 500 Arbeiter fünf Jahre lang ohne Maschinen dem norwegischen Fels abgetrotzt haben. Die feierliche Einweihung fand am 20. September 1892 statt. Zu seiner Zeit wurde er in Reisehandbüchern als achtes Weltwunder bezeichnet. Der Kanal verläuft größtenteils über schon vorher vorhandene Seen und Flüsse, die zusätzlich reguliert werden. Dies sind Bandak, Strauman, Sundkilen, Kviteseidvatn, Fjågesund, Flåvatn, Straumen, Nomevatn, Eidselva und Norsjø. Die großen Seen entlang des Kanals (Bandak, Kviteseidvatn und Flåvatn) werden auch Vestvannene genannt.

## Schleusen

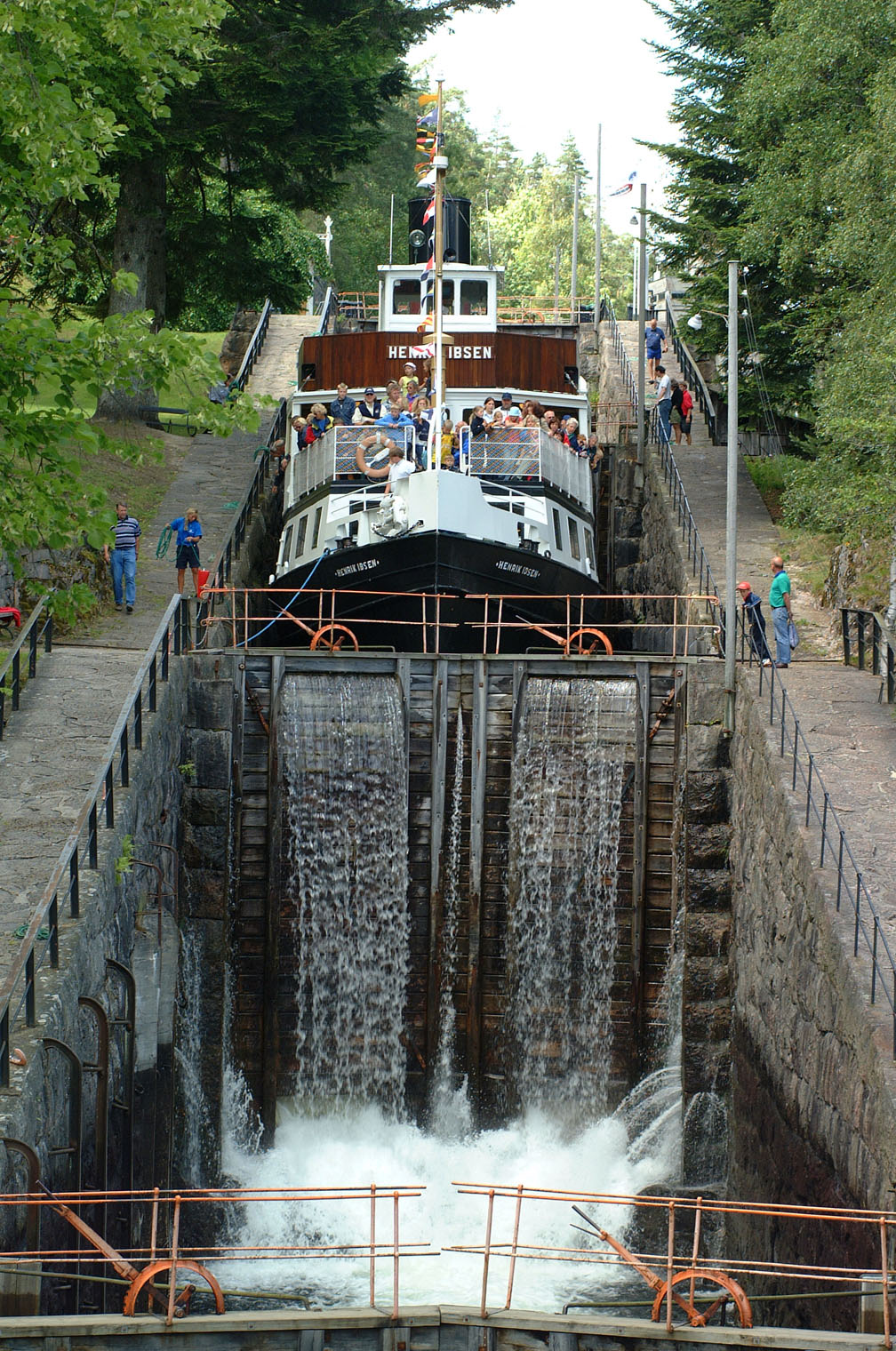
Die Schleusenanlage in Vrangfoss

| Schleuse  | Hubhöhe | Kammern | Schleusenzeit |
| --------- | ------- | ------- | ------------- |
| Skien     | 5 m     | 1       | 20 min        |
| Løveid    | 10,3 m  | 3       | 35 min        |
| Ulefoss   | 10,7 m  | 3       | 40 min        |
| Eidsfoss  | 10 m    | 2       | 30 min        |
| Vrangfoss | 23 m    | 5       | 60 min        |
| Lunde     | 3 m     | 1       | 15 min        |
| Kjeldal   | 3 m     | 1       | 15 min        |
| Hogga     | 7 m     | 2       | 25 min        |

## Maximale Schiffsabmessungen
| Länge  | Breite | Höhe (über Wasserspiegel) | Tiefgang |
| ------ | ------ | ------------------------- | -------- |
| 31,4 m | 6,6 m  | 12,8 m (nach Dalen)       | 2,5 m    |

## Flößerei

Løveid um 1900

Seine wirtschaftliche Bedeutung hatte der Telemarkkanal durch die Flößerei, und er ermöglichte so wesentlich die Industrialisierung der Provinz Telemark mit ihrem Zentrum Skien. Der Telemarkkanal war lange Zeit der letzte Kanal Europas, auf dem noch geflößt wurde. Die Flößerei wurde nur noch im südlichen Abschnitt zwischen Norsjø und Skien bis März 2006 betrieben, im nördlichen Teil wurde sie 1980 eingestellt.
Die Priorität der Flößerei spiegelt sich in dem Umstand wider, dass der Kanal nur von Mitte Juni bis Mitte August für Privatboote geöffnet ist. Das wird damit erklärt, dass in der Zeit die inzwischen stillgelegte Papiermühle der Norske Skog in Skien Sommerferien hatte.
Bereits ab dem 15. Jahrhundert war diese Region der bedeutendste Holzproduzent und -exporteur Norwegens. Der Kanal erleichterte den Transport der Stämme aus dem Herzen der seenreichen Telemark zum Handelshafen Skien. Ein Großteil des Waldes ist seit dem Bau des Kanals wieder nachgewachsen.

## Tourismus

Seit 1882 im Betrieb: Dampfschiff Victoria, die „Königin des Kanals“

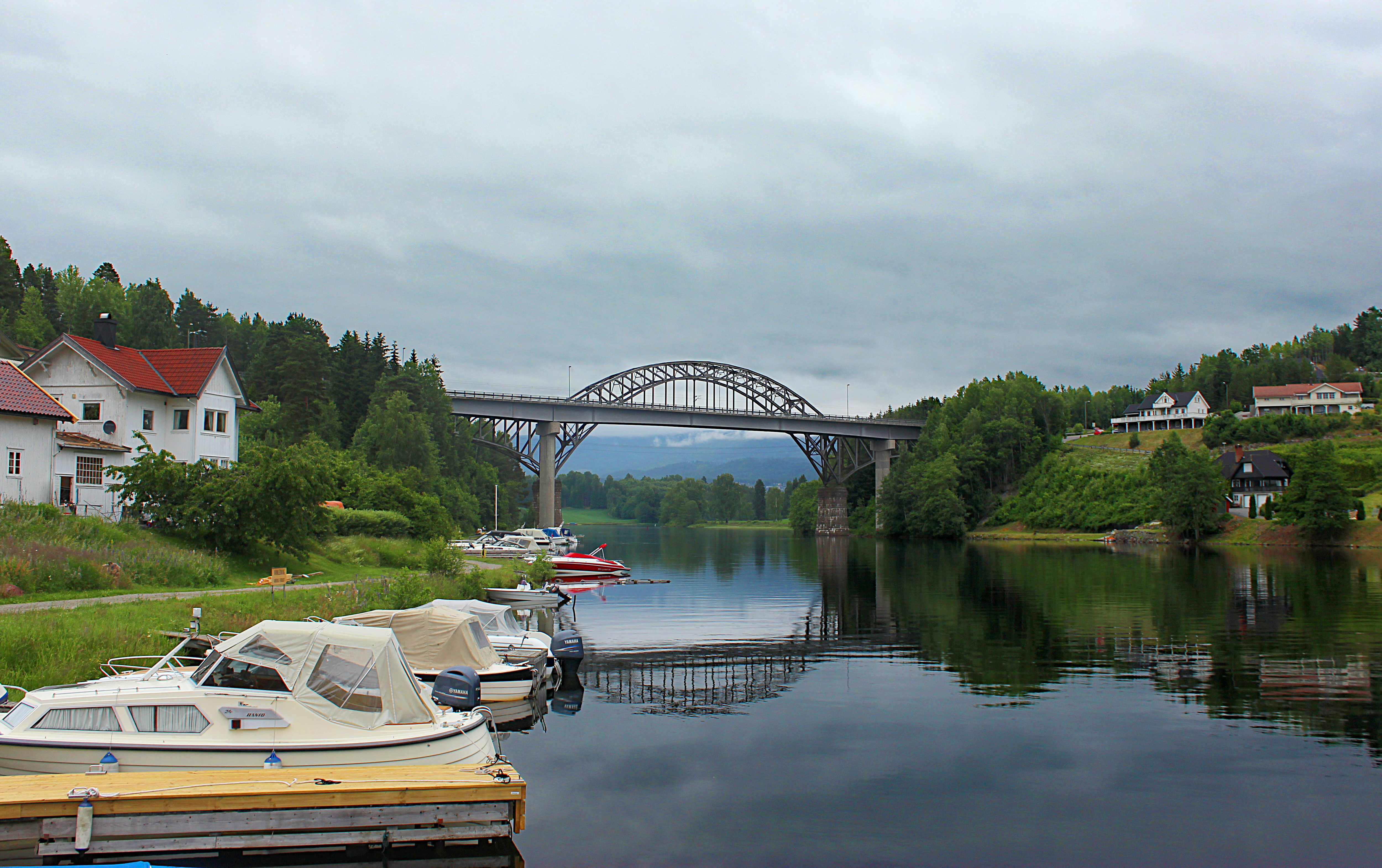
Der Telemarkkanal bei Akkerhaugen

Charakteristisch für den Telemarkkanal sind seine historischen, originalgetreu erhaltenen und handbetriebenen Schleusen. Er wird im Sommer sowohl von Linienschiffen als auch von Sportbooten (beliebtes Kanurevier) befahren. Auf der gesamten Länge lädt ein 115 Kilometer langes Teilstück der nationalen Fahrradroute 2 zum Radwandern ein. Der Kanal führt durch eine landschaftlich reizvolle Gegend, wo sich Städte und Dörfer mit Weiden, Kiefernwäldern und schroffen Felsen am Ufer abwechseln.
Bei den Linienschiffen handelt es sich um vier nostalgische Schiffe: Die M/S Victoria ist die „Königin des Kanals“ und wurde 1882 gebaut. Die M/S Henrik Ibsen stammt von 1907 und war ursprünglich in Schweden im Einsatz. Sie ist nach Henrik Ibsen benannt, der in Skien seine Heimat hatte. Seit 2002 ist hier nach langer Renovierungszeit die M/S Skarsfos von 1909 im Einsatz. Daneben verkehrt noch die neuere M/S Telemarken von 1951.

## Trivia
Ein dritter Wasserweg mit Verbindung zum Telemarkkanal ist der Østkanal, der von Notodden am Heddalsvatnet nach Ulefoss am Norsjø führt und im eigentlichen Sinne kein Kanal ist, da er vorhandene Wasserstraßen nutzt.